# گرگ مکزیکی
گرگ مکزیکی (Canis lupus baileyi) زیرگونهای از گرگ خاکستری است که در خطر انقراض قرار دارد. یکی از شخصیت‌های سینمایی قدیمی هالیوود بوده‌است و شخصیت انسان گرگ‌نما را از روی شخصیت گرگ‌های نر این گروه تقسیم‌بندی کرده‌اند.

## نگارخانه

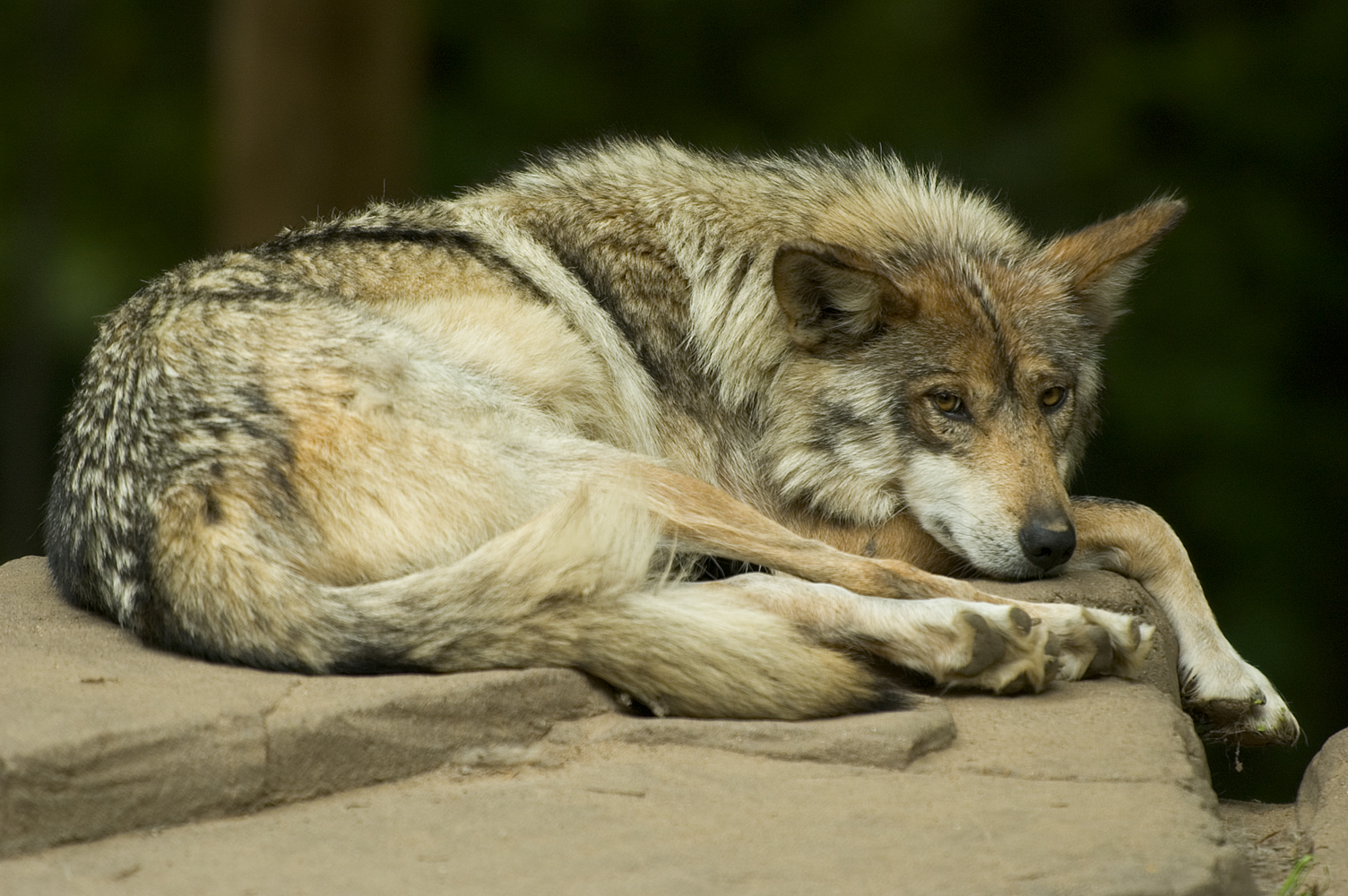
یک گرگ در حال استراحت در باغ وحشی در مینه‌سوتا
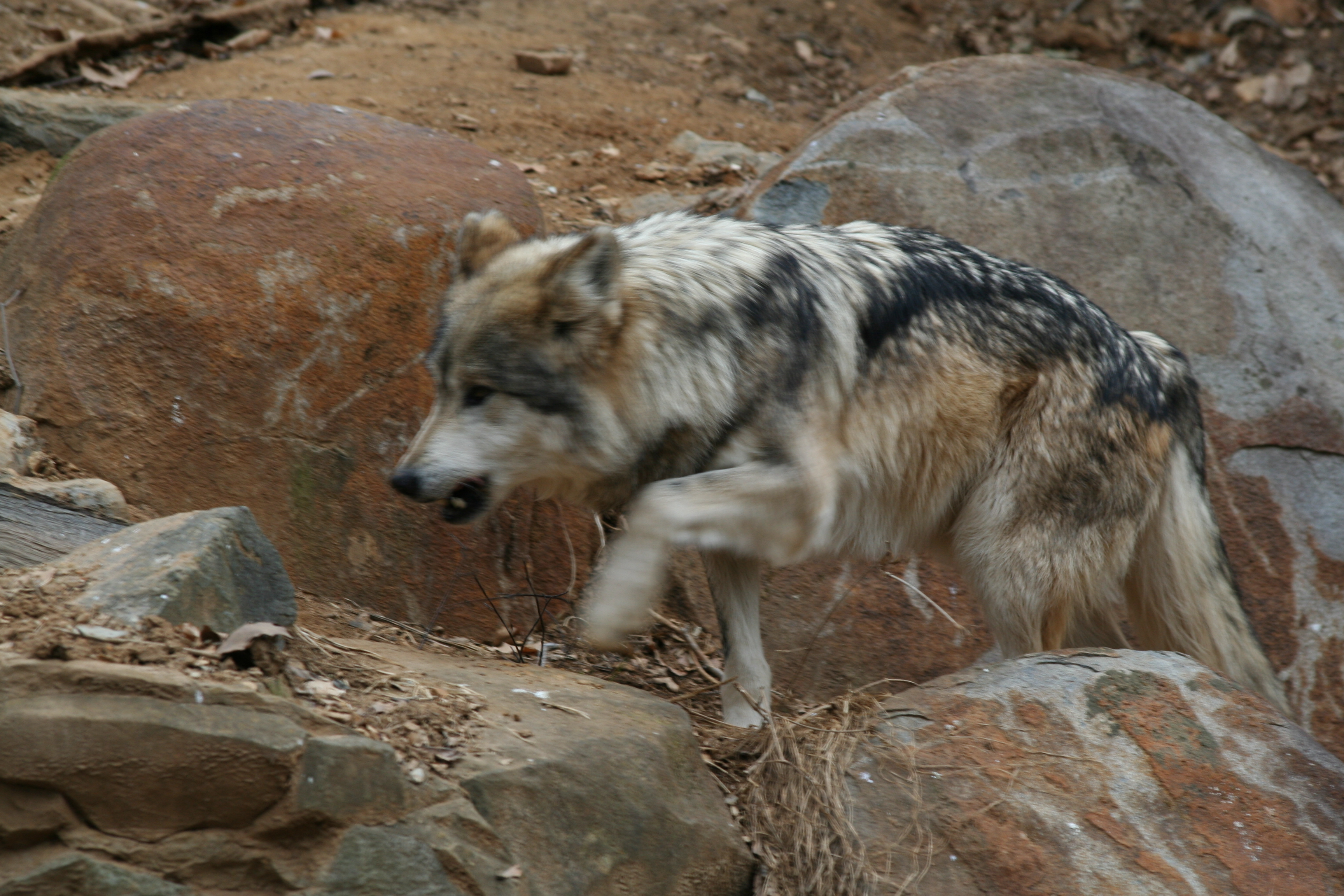
A captive Mexican Wolf running in its zoo enclosure at the پارک ملی جانورشناسی اسمیتسونین
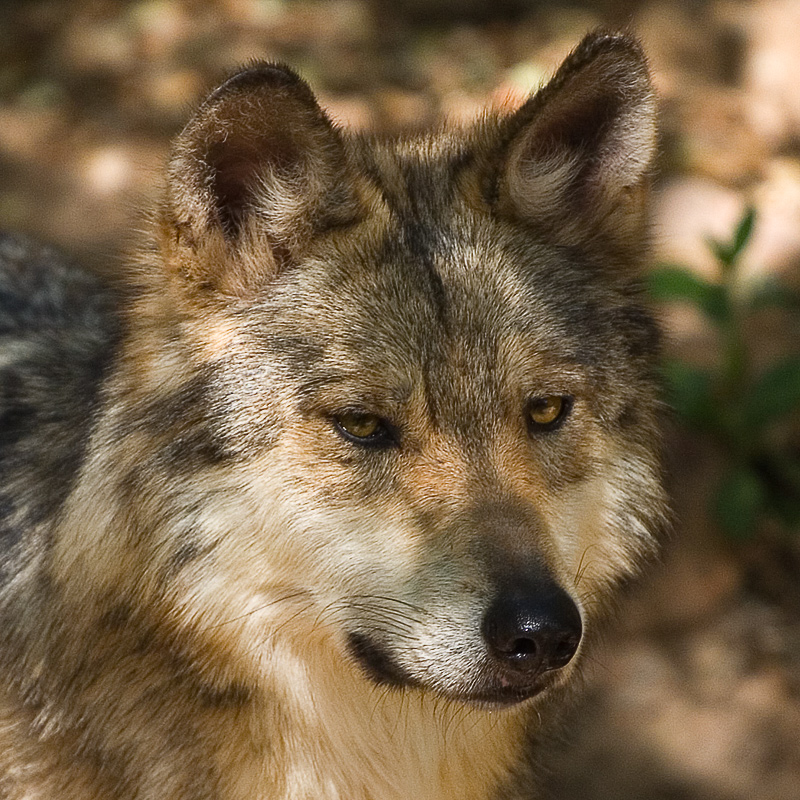
در موزه آیزونا
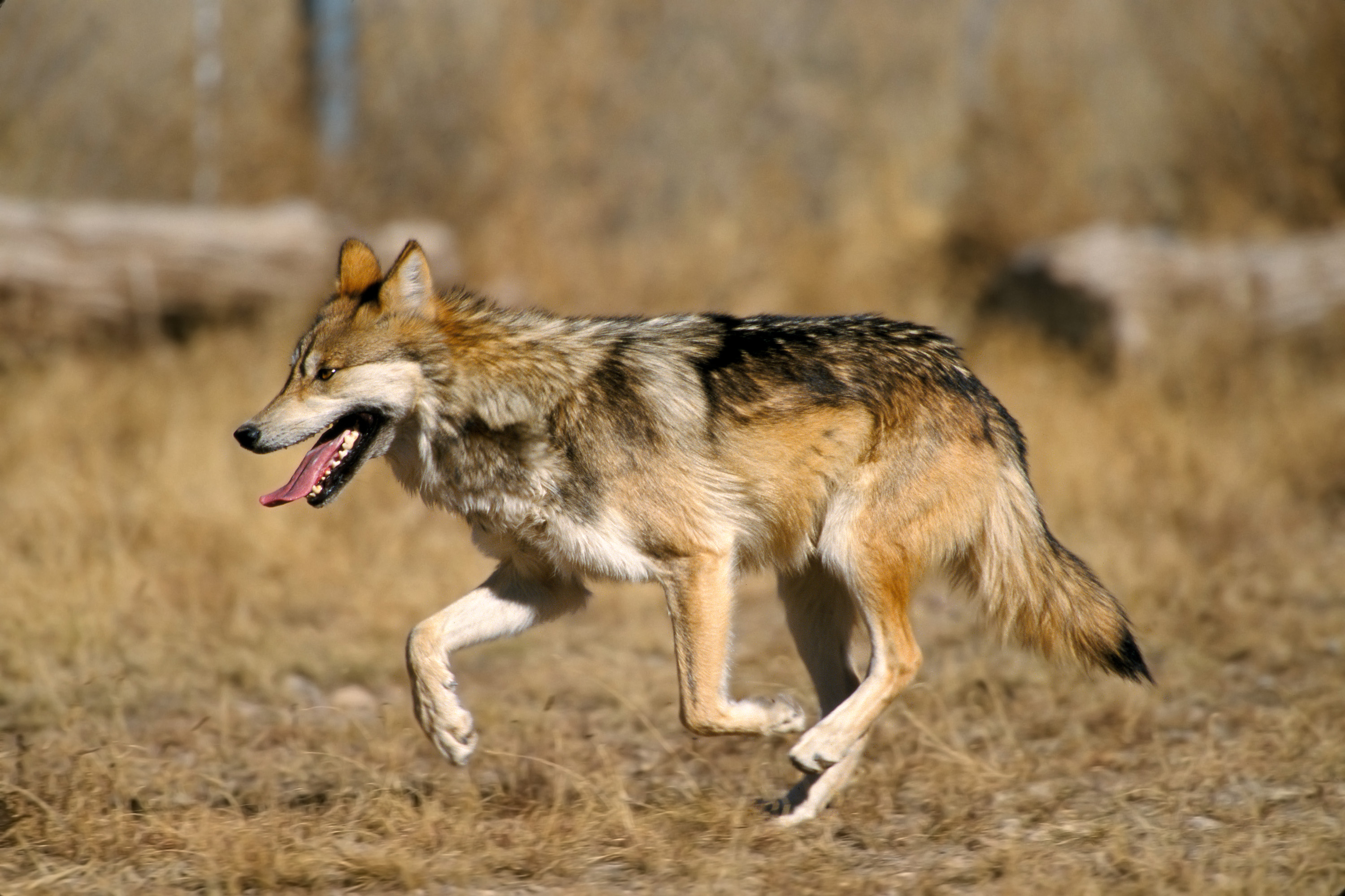
یک گرگ در حال دویدن در یک منطقه حفاظت شده در نیومکزیکو